# Amal El-Mohtar

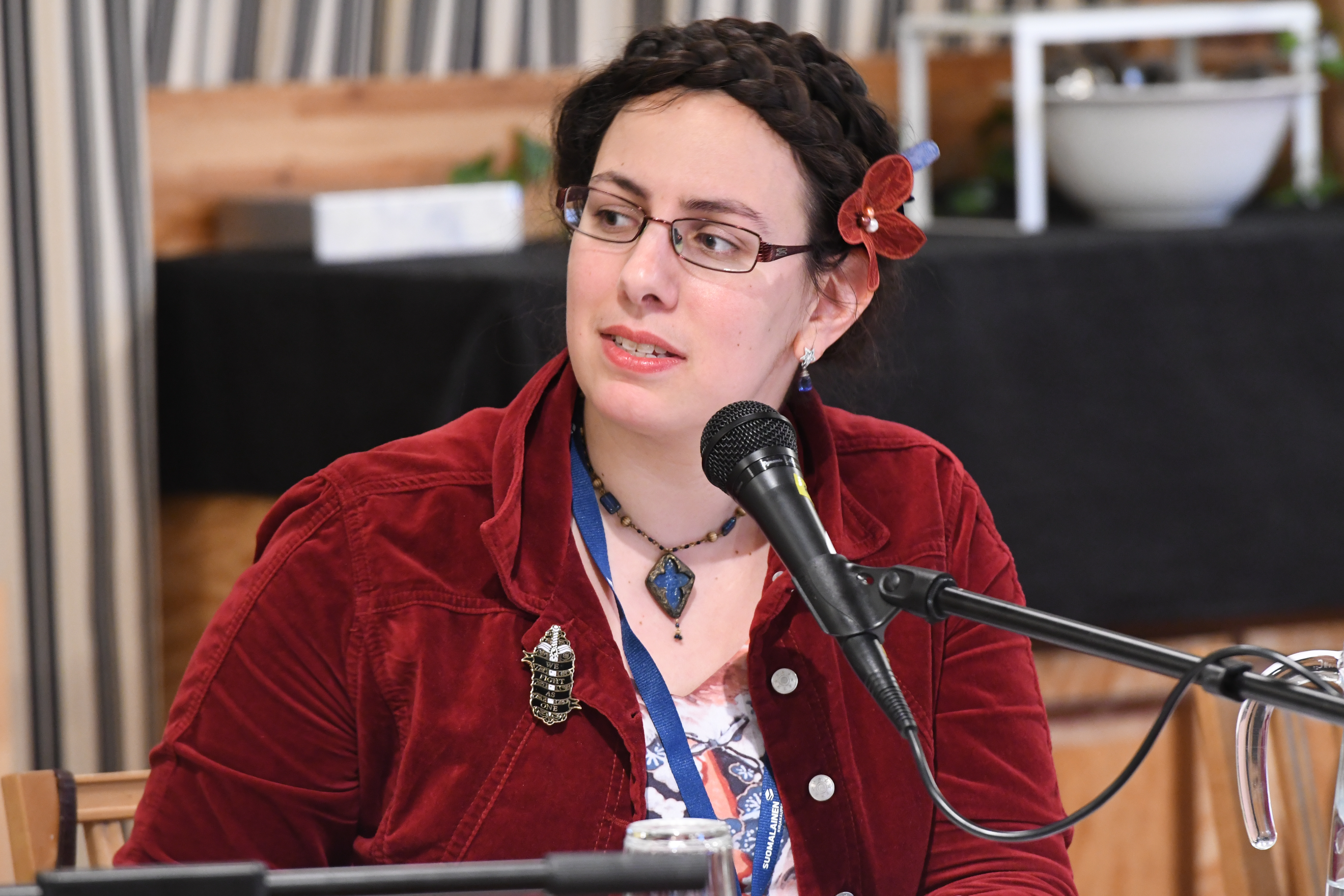
Amal El-Mohtar in 2019

Amal El-Mohtar (* 13. Dezember 1984 in Ottawa, Kanada) ist eine kanadische Dichterin und Autorin im Bereich der Spekulativen Fiktion. Sie ist Herausgeberin des vierteljährlich erscheinenden Magazins für fantastische Poesie Goblin Fruit und schreibt für die New York Times Book Review.

## Leben und Ausbildung
El-Mohtar wurde in Ottawa, Kanada geboren und verbrachte dort den Großteil ihrer Kindheit. Im Alter von sechs bis acht Jahren lebte sie mit ihrer Familie im Libanon. Heute lebt sie gemeinsam mit ihrem Mann in Ottawa. Sie unterrichtet Kreatives Schreiben an der University of Ottawa und arbeitet an ihrer Dissertation in Englischer Literatur an der Carleton University.

## Werk
Sie erhielt zahlreiche Nominierungen für ihr literarisches Werk, das aus unter anderem aus Gedichten, Essays und Kurzgeschichten besteht. In den Jahren 2009, 2011 und 2014 wurde sie jeweils mit dem Rhysling Award ausgezeichnet, der für Gedichte aus den Genres Science-Fiction, Fantasy und Horror vergeben wird.
2019 wurde ihre gemeinsam mit Max Gladstone verfasste Novelle Verlorene der Zeiten veröffentlicht. Es handelt sich bei dieser um einen Briefroman, bei dem Gladstone und El-Mohtar je die Briefe für einen der Charaktere verfassten und sich vorher nur grob auf eine Handlung geeinigt hatten. Erzählt wird so die Geschichte zweier Agenten verfeindeter Organisationen, die über die Briefe langsam eine tiefere Beziehung zueinander aufbauen.
2023 stand This Is How You Lose the Time War auf Platz 3 der Amazon-Bestseller-Liste und belegte dort den ersten Platz im Genre Science Fiction nachdem es von einem Twitteruser empfohlen wurde.

## Auszeichnung
Ihre 2019 gemeinsam mit Max Gladstone veröffentlichte Novelle Verlorene der Zeiten (Orig.: This Is How You Lose the Time War) wurde mit dem Nebula Award, dem Locus Award, dem BSFA Award, dem Ignyte Award und dem Hugo Award ausgezeichnet.

## Bibliographie (Auswahl)
- The Honey Month, Kurzgeschichtensammlung, Papaveria Press 2010. ISBN 978-1907881008
- This Is How You Lose the Time War (mit Max Gladstone), Novelle, Simon & Schuster 2019. ISBN 978-1-5344-31-003
  - Verlorene der Zeiten (mit Max Gladstone). Übersetzt von Simon Weinert, Piper, München 2022. ISBN 978-3-492-70606-3.
- The River Has Roots, Tordotcom, 2025. ISBN 978-1-2503-4108-2.